# Lexovisaurus
Lexovisaurus ist eine Gattung der Vogelbeckendinosaurier aus der Gruppe der Stegosauria. Sie lebte im Mittleren Jura in Westeuropa.

## Merkmale
Mit einer Länge von geschätzten 6 Metern war Lexovisaurus ein mittelgroßer Stegosaurier. Entlang des Rückens und des Schwanzes trug er die für diese Gruppe typischen Knochenplatten (Osteodermen). Es sind nur vereinzelte Platten erhalten, diese waren groß, dünn und schindelförmig und ähnelten stark denen von Stegosaurus. Ihre genaue Form und Anordnung ist aber nicht bekannt. An der Schwanzspitze wies er – wie andere Stegosaurier – zumindest ein Paar langer, spitzer Stacheln auf. Ebenso war jeweils ein Stachel im Schulterbereich vorhanden. Diese Schulterstacheln kamen zwar auch bei einigen anderen Stegosauriern vor, die von Lexovisaurus waren aber die längsten. Es gibt allerdings Längenunterschiede bei diesen Stacheln, was möglicherweise ein Anzeichen für einen Geschlechtsdimorphismus darstellt.
Die Gliedmaßen waren sehr kräftig gebaut, wie bei den meisten Stegosauriern waren die Hinterbeine deutlich länger als die Vorderbeine. Dadurch war der Kopf – der nicht erhalten ist – nahe beim Boden positioniert. Lexovisaurus bewegte sich auf allen vieren (quadruped) fort und dürfte wie alle Stegosaurier Pflanzenfresser gewesen sein.

## Entdeckung und Benennung
Überreste von Lexovisaurus wurden bereits im 19. Jahrhundert in England gefunden, er zählt damit zu den frühesten bekannten Stegosauriern. Zunächst wurde er (gemeinsam mit Dacentrurus, einem weiteren Stegosaurier aus England) Omosaurus genannt, dieser Name war allerdings bereits von einem ausgestorbenen Krokodil besetzt. 1957 wurde die Bezeichnung Lexovisaurus geprägt, benannt nach den Lexoviern, einem keltischen Volk, das in Nordfrankreich lebte. Die einzige anerkannte Art ist Lexovisaurus durobrivensis; andere beschriebene Arten wie L. leedsi oder L. vetustus gelten heute als Synonyme von L. durobrivensis oder als nomina dubia.
Funde von Lexovisaurus sind aus Cambridgeshire und Dorset in England und Calvados in Nordfrankreich bekannt. Sie werden in den mittleren Jura (Callovium), auf ein Alter von rund 165 Millionen Jahre, datiert.